# Болница у Скадру 1915/16.
Болница у Скадру била је једна од привремених импровизованих болница Моравска стална војна болница, српске војске за врема албанске голготе. У овом граду она је радила од 6/19. децембра 1915. године, када је основана до 7/20. јануара 1916. године када је Моравска стална војна болница морала је да напусти Скадар. Њен задатк био је да опслужује рањенике и болеснике не само сопствених снага већ и рањеника и болесника смештене у затеченој црногорској болници. У Скадру и околини крајем децембра 1915. било је близу 50.000 војника и око 10.000 грла коња и волова. Људи и животиње су били исцрпљени, а даље се није могло, или боље речено није се знало куда кренути, јер није пронађено решење од старне савезника и српске владе за спас српске војске и народа. Од донетог решења савезника о акцији на Балкану па до првих практичних корака прошло је двадесетак дана мучног натезања, слања инспекција, сагледавања и процене стања и анализирања извештаја, а да готово ништа није учињено. У таквим условима организован је прихват целих јединица, а ради прикупљања заосталих војника, оних који су изгубили своје команде, и њиховог прикључења матичној јединици, организовани су и прихватни депои с циљем да се у њима групишу болесни и потпуно изнемогли. Један такав депо са болницом српске војске у њему организован је и у Скадру.

## Услови који су владали у Скадру с краја 1915.
Српска војска по доласку у Скадар, почетком децембра 1915. године, након вишедневног марша преко врлети Албаније и Црне Горе очекивала је да ће у Скадру наићи на магацине са храном и да ће њиховој муци, после пређених скоро 500 километара пешке, напокон доћи крај, јер су таква обећања добили су од савезника на почетку повлачења. У Скадру их је, међутим, дочекала глад и сезона киша. Било је веома хладно, а склоништа и заклона за изнемогле српске војнике мало. То је резултовало једном од најстрашнијих етапа Албанске голготе, масовним умирање у Скадру. Сведоци кажу да је капела у коју су доношени мртви српски војници свакодневно била пуна до таванице. Дневно је умирало од 30 до 40 људи. Према послератним записима свештеночувара српског војничког гробља у Скадру Лазара Матијевића, процењује се да је у околини Скадра умрло око 5.000 српских војника и цивила.
У Скадру није било хране и других потребштина јер савезници нису могли да је транспортују до најсеверније албанске луке Свети Јован Медовски због исувише плитке луке, и близине главне поморске базе Аустроугарске, из које се до луке Свети Јован Медовски, хидроавионима могло стићи за пола сата, или подморницом за сат времена, и потопити бродове савезничке бродове.

## Оснивање и рад болнице
По пристизању из Подгорице, и доласка у Скадар главнина санитета српске војске са остацима Моравске сталне војне болнице из Ниша да се одмах прихвати посла организовања привремене болнице. Нажалост и поред свих напрезања санитетске службе, током марша од Пећи до Скадра остатак санитета Моравске сталне војне болнице није успе да сачува санитетски материјал и без њега је стигао у Садар. Наиме на правцу Жљеб—Беране није било могуће провести воловска кола са санитетским материјалом, који је морао бити остављен успут због тешких метеоролошких услова, глади физичке исцрпљености и великог закрчења путева избеглицама које су нападали побуњени Арбанаси.
У војницима и цивилима препуном граду, без одговарајућих количина санитетског материјала, др Владимир Станојевић управник Моравске сталне болнице из Ниша, ојачан другим санитетским јединицама 6/19. децембра 1915. добио је наређење да поново организује привремену болницу, и преузме обавезу да поред претрпане две црногорске болнице, у две зграде у којима је раније била смештена италијанска морнаричка касарна, са 500 кревета, врши опслуживање и лечење сопствених али и рањеника и болесника смештених у црногорској болници.
После, великог труда и дуготрајног сређивања и уређења, Моравске сталне војне болнице из Ниша је поново почела са радом, овога пута у Скадру.
| „ | А формирати болницу у месту са толико лешева људи и коња, умирања од глади, скапавање од хладноћа и исцрпљености био је велики подухват...Већ је сумрак ... Рад на чишћењу и спремању болнице у највећем је јеку. Јављају се и долазе болесници. Пред вратима болнице, под страшном кишом, стоји гомила авети од људи, друге још скидају с коња. Киша све јача, као за пакост бије још и град. Скидају једног с коња, спуштају га на земљу, у блато и воду и зову лекара ... Пулс се гасио, очи се зацаклише као стакло, преврнуше се, а уста се полагано отворише ... Чуо се само лак уздах ... | ” |

Захваљујући благајнику Српског Црвеног крста Ђорђу Радојловићу и члану Главног одбора др Јеврему Жујовићу, болници је уступњено злато ове организације, за набавку хране и санитетског материјала. Такође из Медовске луке у болницу довезено је брашно. Како је добро организована болница радила са великим успехом, добила је и задужење да спрема храну и за српске болеснике у црногорској болници.
| „ | Баш као и у Ђаковици, и у Скадру је команда болнице организовала исхрану за војнике без команде, па је после набавке шест великих казана, поново уз помоћ Црвеног крста, почела свакодневна прехрана више од четири хиљаде људи. | ” |

Наредних месец дана у овој болници лечено је преко 3.400 војника, а кроз њу је прошло 5.000 рањеника и болесника. Дневна смртност се кретала између 30 и 35 лица (као у најтежим данима епидемије пегавог тифуса у Краљевини Србији 1914/1915). Када се у Љешу, потом, отворила Књажевачка резервна болница, а у Драчу пољска болница Тимочке војске са 400 болесника, болница у Скадру је делимично растерећена.

## Престанак рада
Свакодневно су српске власти заседали у згради скадарске општине и са савезницима покушавали да пронађу решење за спас српске војске и народа. Није било јединственог става где евакуисати а потом и реорганизовати српску војску. Српска влада је инсистирала да транспорти крену из луке Свети Јован Медовски, савезници су тврдили да то није безбедно. Пад Црне Горе и напредовање Аустроугара са севера, убрзало је доношење одлуке о евакуацију из Скадра. Српски војници морали су да крену пешке ка новој сигурнијој луци, ка Драчу и Валони, кроз блато и мочваре, нових 240 километара пешке, у нови пут страдања и умирања.
Тако је након месец дана рада, 7/20. јануара 1916. године Моравска стална војна болница морала је да напусти Скадар. Пут до Љеша, луке на обали Јадранског мора, прошла је релативно лако, али је марш ка Драчу трајао све до 15/28. јануара. Др Владимир Станојевић назвао је овај марш, на којем је умрло чак 40.000 регрута, као и каснији боравак на Виду, „острву смрти“, двема најцрњим странама наше албанске голготе.